# Edmée Favart
Edmée Favart, née à Paris (9e arrondissement) le 23 novembre 1886, morte le 29 octobre 1941, est une chanteuse soprano française. Elle fait une carrière variée et importante à l'opéra et à l'opéra comique. Elle laisse de nombreux enregistrements des chansons des rôles qu'elle jouait sur scène.

## Biographie et carrière
Edmée Favart est née à Paris, elle est la fille du baryton Edmond Favart et de Zelie Weil. Elle apparaît sur scène avec son père lors son enfance à Alger. Elle chante en 1904 la duchesse dans une reprise du petit duc au théâtre des Variétés à Paris. En 1907, elle rejoint la compagnie du Théâtre des Nouveautés à Bruxelles. En 1912, elle est de retour à Paris et se produit à la Gaîté dans La fille de Madame Angot et La fille du tambour-major.
Edmée Favart fait ses débuts à l' Opéra-Comique le 20 juin 1915 dans Mignon (chantant plus tard le rôle-titre dans la 1500e représentation de l'opéra au théâtre le 25 mai 1919). Elle chante ensuite Delphine (Cosi fan tutte), Clairette La fille de Madame Angot, Colette (La Basoche), Rose Friquet (Les dragons de Villars), Micaëla (Carmen), Cherubino (Le mariage de Figaro), Rosenn (Le roi d'Ys) et Mimi (La bohème) à la salle Favart.
Edmée Favart crée les rôles principaux dans La petite fonctionnaire en 1921 et dans Ciboulette en 1923. Elle apparaît également dans les reprises de Véronique, Madame l'archiduc et Le petit duc au Théâtre Mogador.
Elle revient à l'Opéra-Comique en 1925 pour une seule représentation caritative de Véronique.
Elle se produit aussi dans les premières de Monsieur Dumollet (1922), Pépète (1925), Quand on est trois (1925), Mannequins (1925), Le Diable à Paris (1927), Une nuit au Louvre (1928), Boulard et ses filles (1929) et Sidonie Panache (1930).
Edmée Favart prend sa retraite en 1935, sous le nom de Madame Paul Gazagne. Elle meurt à Marseille le 29 octobre 1941.

## Enregistrements
Edmée Favart enregistre deux extraits de Phi-Phi en 1919 (Pathé) et diverses chansons de Ciboulette de l'année de sa création (Pathé 1919, avec Henry Defreyn et André Baugé).
Elle établit des records avec Mannequins, Quand on est trois, No, No, Nanette, Le Diable à Paris, Boulard et ses filles, Le Chant du désert et Sidonie Panache. Deux autres opérettes de Messager apparaissent sur sa discographie : Coups de roulis (Polydor, 1932) et Passionément (Pathé 1932).
Ses enregistrements comprennent également des chansons de Le petit duc, Les travaux d'Hercule, Les charbonniers et Madame Favart (Pathé, 1934).